# Baronesa Paula Von Gunther
Paula Von Gunther es un personaje ficticio, más conocida en ser una supervillana, enemiga de Mujer Maravilla, conocida por su título nobiliario alemán como la "Baronesa", creada para la editorial DC Comics, y ha hecho apariciones en diferentes historietas y medios relacionados, creada por William Moulton Marston y Harry G. Peter, debutó en las páginas del cómic Sensation Comics Vol. 1 #4 (abril de 1942).

## Historia sobre la publicación
Creado por William Moulton Marston, como una adversaria para la Mujer Maravilla apareciendo en Sensation Comics Vol. 1 #4, la baronesa se convertiría en una de las primeras enemigas recurrentes de la increíble Amazona. Aunque en sus primeras apariciones originalmente era una espía de sangre fría nazi y saboteadora, la baronesa con el tiempo se reformaría como una aliada de la Mujer Maravilla (a pesar de que de vez en cuando volvía a su andadas como villana), se destaca su papel antagónico durante toda la edad de oro así como ésta también no sólo se convirtió en una de sus principales oponentes, sino que incluso sus encuentros se extendieron incluso más allá, incluso en la edad de plata y la edad de bronce de las historietas. A finales de 1990, la baronesa fue retconeada, volviendo a sus raíces como una malvada contrincante nazi, re-imaginada durante la época en la que John Byrne escribió el cómic de la Mujer Maravilla. Sería recreada como una devota de lo oculto que puso su conocimiento místico al servicio del tercer Reich.

## Historia ficticia del personaje

### Edad de oro
La Baronesa Paula Von Gunther, era un miembro jerárquico de la vieja nobleza de la Alemania del período pre-republicano, el cual, gracias a su linaje familiar, heredó el título de baronesa; Paula von Gunther apareció por primera vez como enemiga de la Mujer Maravilla. Ella luchó contra la Amazona en numerosas ocasiones como agente de la Gestapo. Asesinó a muchos individuos, manteniendo un pequeño grupo de mujeres como esclavas personales, a la cual torturaba rutinariamente, además, fue durante un tiempo la líder encargada de todas las operaciones de la Gestapo en los Estados Unidos, en su primera aparición forzada como una infiltrada espía disfrazándose como ciudadana estadounidense, luego de convertirse en espía nazi en una escuela de espionaje alemana, en la cual, aprendió sobre el uso de drogas y técnicas desarrolladas en torno al uso de la hipnosis, como se destacó cuando se lo contaba a sus rehenes y contrincantes, incluso como cuando trató de secuestrar a un coronel utilizando un rayo invisible en un barco, mientras que buscaba pasarse como una dama de la alta sociedad; esto le permitiría en cualquier caso escapar en un submarino secreto, el mismo que utilizaba para capturar los rehenes; ha llegado a robar el lazo de la Mujer Maravilla mientras la baronesa estaba en la cárcel y ha tratado de robar los secretos de los agentes de seguridad después de que sus intentos fallidos anteriores no logra tener éxito con el uso de la hipnosis. A pesar de todo, si ha logrado en reiteradas ocasiones tener éxito en la captura de Wonder Woman atandola tanto pies y manos a un poste de madera que había utilizado. Sin embargo, la Mujer Maravilla logró obtener el poste de madera logrando liberarse y rompiéndolo para poder abrir una jaula y liberar a un joven muchacho. Liberada de su cautiverio, una vez más Gunther regresó y detuvo a la Mujer Maravilla apuntando con un arma en su espalda. Sin embargo, Freddy enlazó a la Baronesa Gunther y la Mujer Maravilla frustró sus planes. En una ocasión trató de monopolizar la producción de la leche en los Estados Unidos y trató de cobrar precios muy altos, por lo que para ello sería la única manera para que la gente tuviesen huesos débiles y cayeran antes de que los nazis más fuertes y poderosos pudieran después comprar la leche a la empresa durante los siguientes cinco años por el valor de siete millones de dólares. Ella descubriría una de las debilidades de la Mujer Maravilla, en su primera aparición, en la que las pulseras si fuesen encadenadas por un hombre que hacía que llegase a ser tan débil como una mujer ordinaria. Mientras monopolizaba la leche, sus hombres atacaban a la Mujer Maravilla y ataban sus pies y manos con unas cadenas. Ella estaba destinada a ser atropellada por un camión de un tren, pero aun así se liberó por sí misma.
Von Gunther finalmente fue capturada y reveló que había estado trabajado durante mucho tiempo para los nazis, puesto que había llevado a cabo sus planes debido a que tenían cautiva a su hija Gerta. Paula se reformaría y prometería su lealtad a la Mujer Maravilla después de su hija Gerta fuese rescatada. Paula Von Gunther incluso llegó a poner su propia vida en peligro para poder salvar a la Mujer Maravilla de una planta de fabricación de municiones, sufriendo quemaduras de tercer grado y dejando horriblemente desfigurado su rostro.
Sin embargo, la baronesa Von Gunther fue llevada a juicio por sus crímenes, pero gracias a la Mujer Maravilla quién actuó como su defensa a quién finalmente logró ser absuelta. Los cargos por asesinato tuvieron que ser objetados de los crímenes a los que se le acusaba, porque Paula ya había sido juzgada previamente, condenada y ejecutada por estos delitos a la silla eléctrica, pero sus secuaces le habían revivido con una máquina eléctrica que ella había había inventado después de que el doctor le había dado su cuerpo a ellos (Sensation Comics Vol. 1 #7). Von Gunther más tarde escaparía atando a un guardia y se robó su uniforme, siendo más tarde recapturada por la Mujer Maravilla. Mientras estaba bajo custodia, Paula Von Gunther arriesgó su propia vida para poder detener una bomba lanzándola afuera de una fábrica de municiones, y como resultado terminó siendo quemada. La Mujer Maravilla revelaría dramáticamente las cicatrices de la cara que tuvo Paula en la explosión ante el jurado, removiéndole los cargos por el sacrificio heroico de Paula terminaron absolviéndola de los cargos por espionaje y sabotaje.(Wonder Woman Vol. 1 #3.)
Paula regresó a la Isla Paraíso con sus antiguas secuaces y con su hija para vivir y participar del entrenamiento de las Amazonas. La Reina Hippolyta contribuyó a moldear en la cultura amazona y ayudó a restaurar el rostro desfigurado de Paula, gracias a la bendición mágica de la diosa Afrodita, permitiéndole restaurar el rostro de Paula. Paula posteriormente se convertiría en jefa científica de las Amazonas, pasando parte de su tiempo en Isla Paraíso y en parte ayudando a la Mujer Maravilla en un laboratorio subterráneo oculto bajo el "Holliday College". Su hija Gerta también era una erudita científica, aunque a veces sus experimentos dieron lugar a ciertos accidentes que necesitaban la ayuda de la Mujer Maravilla para que pudiera solucionarlos. El rayo de ampliación de Gerta, por ejemplo, jugó un papel decisivo para ayudar a la Mujer Maravilla y a Steve Trevor a regresar a la dimensión humana luego de escapar de un mundo atómico llamado Atomia, además también desencadenarían involuntariamente algunas amenazas como los Bughumans. En un momento dado sus dispositivos revivieron a la Mujer Maravilla, y a una vez más a la Sociedad de la Justicia de América.

### La edad de plata
Su homóloga de Tierra-1 difería ligeramente algunos aspectos como Baronesa Paula von Gunther. Paula de Tierra 1 apareció en las páginas del cómic de la Wonder Woman Vol. 1 #163 y 168, aunque su origen como villana seguía la misma senda, difería ligeramente algunos aspectos cuando esta terminó por redimirse de manera definitiva, ya que a pesar de todo, seguiría un camino similar a su homóloga de Tierra-2, como en lo referente a Paula como cuando se desplazó a Isla Paraíso para convertirse en una amazona adoptada y jefa científica.
La Baronesa de Tierra-1 reemplazó a Hipólita como reina amazona sustituta durante un golpe de Estado, terminando abruptamente cuando la diosa Kore apareció enlistar un grupo de Amazonas para armar una batalla contra el Antimonitor durante los acontecimientos de la Crisis on Infinite Earths

### Post-Crisis
Tras los acontecimientos de la Crisis on Infinite Earths, se reveló que la baronesa luchó contra la reina Hipólita durante sus aventuras como Wonder Woman en la Segunda Guerra Mundial cuando se desplazó en el tiempo al pasado.
Esta baronesa Von Gunther era una amante de lo oculto y fue huésped durante mucho tiempo de la entidad maligna conocida como Dark Angel. Dark Angel se convirtió en una enemigo poderosa para la reina Hipólita y fue inadvertidamente responsable del origen de Wonder Girl (Donna Troy).
Donna Troy fue capaz de derrotar a Dark Angel, y en algún momento Dark Angel separó de la Baronesa Von Gunther. La baronesa fue vista por última vez viviendo entre las Amazonas.
Eventualmente se revelaría que Dark Angel no era un espíritu místico, sino una versión maligna doppelganger de Donna Troy, proveniente de una tierra paralela.

## Poderes y habilidades
Durante la etapa Pre-Crisis, Paula von Gunther antes de renunciar a su carrera delictiva, no poseía poderes, que los compensaba con un excelente físico atlético en combate cuerpo a cuerpo y uso meticuloso de armas o herramientas y una disposición de una fortuna familiar para realizar sus diversos planes, sin embargo, luego de su redención definitiva al cafo del final de la guerra, luego de entrenar entre las amazonas, adquirió los poderes estándar de las amazonas, como fuerza sobrehumana, siendo capaz de romper las cadenas y poder saltar grandes alturas, velocidad aumentada y resistencia suficiente para desviar las balas y otros proyectiles con unas pulseras que se ganó al ser admitida como nueva amazona. Después de la crisis, Paula Von Gunther, en dicha etapa, fue replanteada su continuidad, cuando esta se ganó en su nueva versión la habilidad del conocimiento de lo oculto y místico, por lo que sería perfecta para adquirir los poderes al dejarse poseer por la entidad llamada Dark Angel, por lo tanto, tuvo acceso a amplios superpoderes siendo capaz de realizar una variedad de hazañas incluyendo el control mental, alteración de tamaño, teletransportación y la alteración de la corriente del espacio-tiempo.

## Otras versiones

### Wonder Woman: Amazona Azul
- En la novela gráfica original de la Wonder Woman: Amazona Azul, del sello Elseworlds, la Baronesa Paula Von Gunther aparece como miembro de los Savanti, un trío de científicos que han llevado a la humanidad a vivir a Marte.[17]

### DC Bombshells
- La línea de historietas sin continuidad digital DC: Bombshells, basada en una línea de figuras de DC Comics, la Baronesa von Gunther aparece como una comandante nazi.[18]

### La Leyenda de la Mujer Maravilla
- La miniserie de origen fuera de continuidad La Leyenda de la Mujer Maravilla, la Baronesa von Gunther aparece como una antagonista de menor importancia en dicha miniserie. Ella menciona que ella se enfrentó ante la Mujer Maravilla en varias ocasiones, y que estuvo aliada al partido nazi hasta que la Mujer Maravilla salva a su hija, Gerta.[19]

## Apariciones en otros medios
- La Baronesa Paula von Gunther fue uno de los tres enemigos derivados del cómic de la Mujer Maravilla que aparecieron en la serie de televisión de la Mujer Maravilla. Ella fue interpretada por Christine Belford.[20]

- La Baronesa Paula von Gunther apareció en el segmento de apertura de la serie animada Batman: The Brave and the Bold del episodio "Desdén de Zafiro Estelar!", haciendo equipo con el Doctor Cyber.